# Tatiana-Mosio Bongonga
Tatiana-Mosio Bongonga, née le 6 juillet 1984 à Caen, est une funambule française.

## Biographie
Tatiana-Mosio Bongonga est une funambule française née à Caen. À l'âge de 7 ans, elle affirme « Je serai funambule ! », en voyant une funambule faisant une démonstration de son art. Elle rejoint à l'âge de 8 ans, une école de cirque à Hérouville-Saint-Clair Les Artistochats et y restera pendant treize ans.
Parallèlement à ce loisir, elle poursuit des études et obtient un Deug en psychologie, mais elle souhaite continuer le funambulisme et passe des concours pour entrer dans les écoles supérieures en arts du cirque. Après une année à l'école Balthazar de Montpellier, elle rejoint la 19e promotion du Centre national des Arts du cirque de Châlons-en-Champagne.
En janvier 2012, elle participe à la 34e édition du Festival mondial du cirque de demain et y obtient une médaille d'or.
Elle crée en 2014, avec Émilie Pecunia et Jan Naets, la compagnie Basinga à Sauve, dans le Gard. 
En 2020, elle fait l'objet d'un reportage intitulé « Provazochodkyně nad Prahou » (Une funambule sur Prague) lors de sa traversée de la rivière Vltava à Prague en 2019, sur un fil d'une longueur de 350 m lors du Festival Letni Letna.

## Performances
Tatiana-Mosio Bongonga est une funambule qui évolue à grande hauteur. Avec sa compagnie, elle se produit dans différentes villes, Auch,, Saint-Dié-des-Vosges, en 2018, elle traverse la butte en direction de la basilique du Sacré-Cœur, en 2021, elle effectue une traversée de 180 mètres à Bordeaux, et en 2022, elle rejoint le théâtre le Reflet et le Châteaux de l'Aile à partir de La Place-du-Marché de Vevey dans le canton de Vaud, sur un fil d'une longueur de 180 mètres.
Le 8 juin 2024, dans le cadre de l'Olympiade culturelle, elle traverse le canal Saint-Denis pour rejoindre les jardins de l'écluse au Stade de France à Saint-Denis sur une longueur de 240 mètres à une hauteur de 25 mètres Ces performances sont toujours participatives comme elle l'explique dans un article de Libération du 30 mai 2024 «Ce que l’on cherche, c’est entrer en contact avec les spectateurs. Pas ajouter un défi de plus à tout ce qui se fait déjà dans le domaine». Elle est suivie par Arte qui produit un reportage intitulé "Tatiana, des Cévennes au Stade de France" sur les coulisses du spectacle Lignes Ouvertes donné à Saint-Denis.

## Action culturelle
Avec la compagnie Basinga, Tatiana-Mosio Bongonga mène plusieurs projets d'actions culturelles au sein d'institutions hospitalières pédiatriques ou dans les quartiers défavorisés, notamment avec le spectacle Traversée.